# Provincie Ourense
Provincie Ourense je provincie v jihovýchodní, vnitrozemské Galicii, autonomním společenství na severozápadě Španělska. Sousedí s ostatními třemi provinciemi Galicie (Pontevedra, A Coruña, Lugo), Leónem, Zamorou a Portugalskem.

## Znak provincie
Ve stříbrném poli zvýšený most o pěti obloucích svých barev, na něm vpravo hrad stejných barev s červenou branou a okny a vlevo červený (!) lev se stejným mečem v pravé tlapě. V hlavě uzavřená koruna, v patě stříbrné a modré vlny. Klenot: uzavřená královská koruna.
Znak provincie se liší od městského jen barvou figur (zlaté u města).

## Obyvatelstvo a sídla

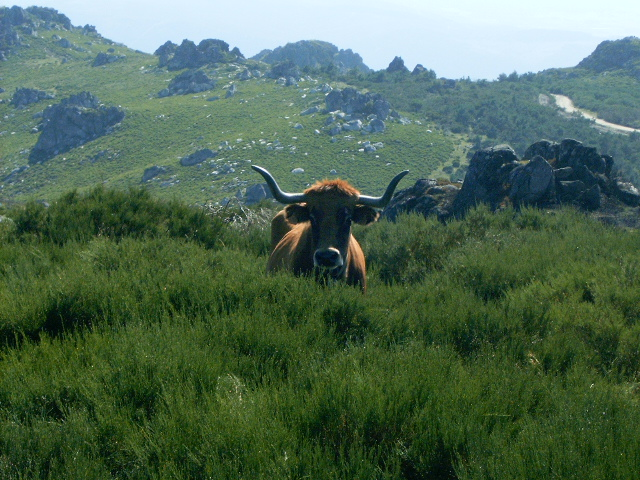
Serra de San Mamede

V provincii žilo v roce 2021 přibližně 305 tisíc obyvatel. Potýká se s trvalou emigrací: např. roku 1970 zde ještě žilo 426 000 osob, v roce 2007 to bylo 338 700 obyvatel. Hlavní město Ourense je železničním uzlem a vyniká lázněmi a římským mostem. Zbytek provincie je silně rurálního charakteru a jsou zde dosud živé mnohé folklórní tradice.
| Obec                  | Obyvatelstvo |
| --------------------- | ------------ |
| Ourense               | 107 186      |
| Verín                 | 13 991       |
| O Barco de Valdeorras | 13 943       |
| O Carballiño          | 13 838       |
| Xinzo de Limia        | 10 022       |
| Barbadás              | 8 685        |
| Celanova              | 6 150        |
| Ribadavia             | 5 494        |
| O Pereiro de Aguiar   | 5 487        |
| Allariz               | 5 506        |